# Jalmar Castrén

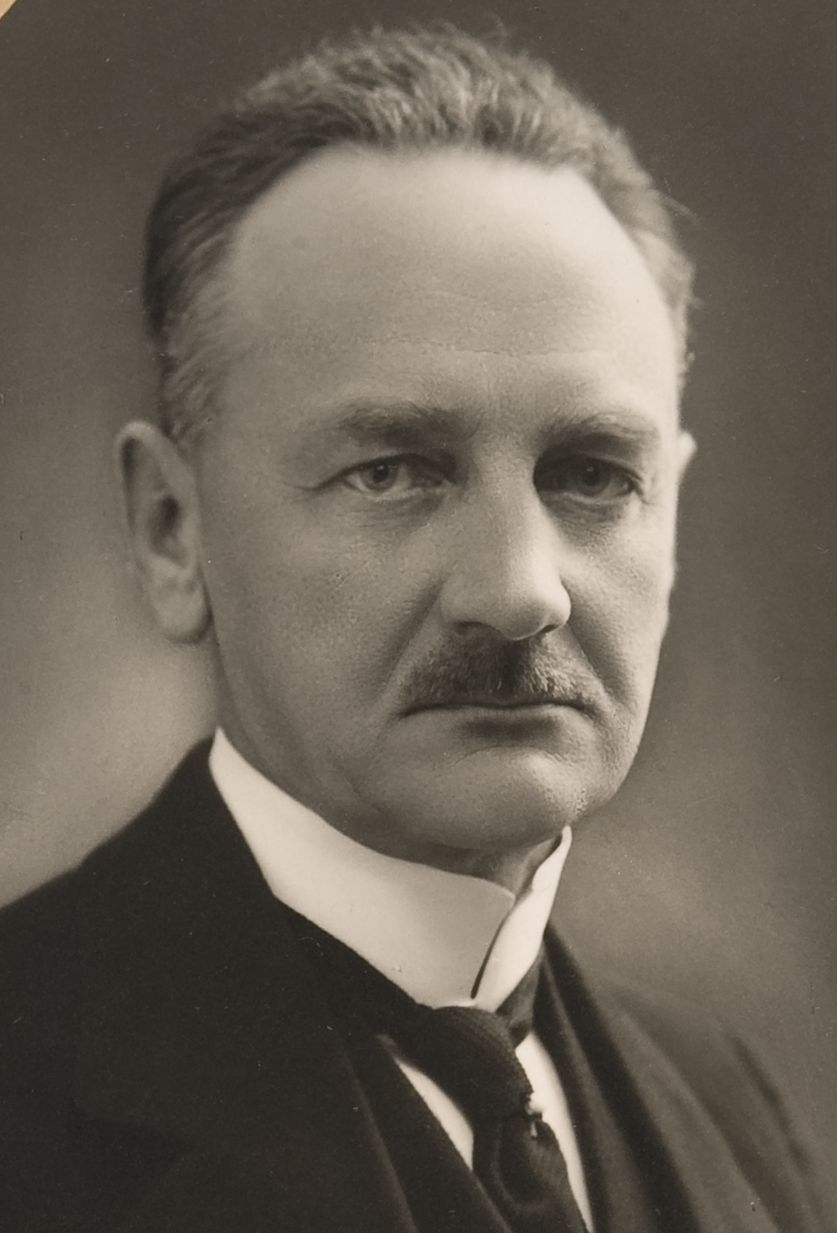
Jalmar Castrén.

Jalmar Castrén, född 14 december 1873 i Nedertorneå, död 19 februari 1946 i Helsingfors, var en finländsk ingenjör och senator.
Castrén dimitterades 1895 från Polytekniska institutet i Helsingfors, där han sedan 1896 (med två års avbrott, då han tjänstgjorde vid järnvägsbyggnader) fungerade som lärare, först som biträdande lärare vid fackskolan för ingenjörsväsen, sedan institutets omorganisation till teknisk högskola 1908 såsom lektor i grafisk statik och ingenjörsvetenskapernas encyklopedi samt 1912–22 som professor i brobyggnad jämte byggnadskonstruktionernas statik. 
Castrén utövade även privat konstruktionsverksamhet på bro-, bostads- och fabriksbyggnadsområdet med stålbetongkonstruktioner som specialitet. År 1921 undersökte han på regeringens uppdrag möjligheterna för en järnväg i Lappmarken och var 1923–43 generaldirektör för Statsjärnvägarna.
I november inträdde 1917 Castrén i den av lantdagen valda s.k. självständighetssenaten som chef för kommunikationsexpeditionen, i vilken egenskap han kvarstod till november 1918. Han var kommunikationsminister 1928–29. Han var även stadsfullmäktig och ordförande för Helsingfors allmänna arbeten och medlem av flera kommittéer, bland annat som ordförande i finsk-norska gränskommissionen. 